# مات غودن
مات غودن (بالإنجليزية: Matt Godden)‏ هو لاعب كرة قدم بريطاني في مركز الهجوم، ولد في 29 يوليو 1991 في كانتربيري في المملكة المتحدة. لعب مع إبسفليت يونايتد وسكونثورب يونايتد ونادي تاموورث ونادي دارتفورد.

## وصلات خارجية
- مات غودن على موقع قاعدة بيانات كرة القدم.إي يو (الإنجليزية)
- مات غودن على موقع Soccerbase.com (لاعب) (الإنجليزية)
- مات غودن على موقع Soccerway.com (الإنجليزية)